# Heilig Hartbeeld (Scheulder)
Het Heilig Hartbeeld is een standbeeld in de Nederlandse plaats Scheulder in de provincie Limburg.

## Achtergrond
Het Heilig Hartbeeld werd voor 1933 geplaatst bij de pastorie naast de Sint-Barbarakerk. In 1969 werd het verplaatst naar de huidige locatie.

## Beschrijving
Het beeld is uitgevoerd in euville en toont een staande Christusfiguur in gedrapeerd gewaad, omhangen met een mantel. Hij heeft beide armen gespreid, in zijn handen zijn de stigmata zichtbaar. Op zijn borst prijkt het Heilig Hart, omwonden door een doornenkroon, op de achtergrond een kruis. 
Het beeld staat op een lage, bakstenen sokkel waarop een hardstenen plaquette is gebracht met de Latijnse tekst "Venite ad Me omnes" (Komt allen tot Mij) en 

AAN ZIJNE KONING EN VERLOSSER
HET VROME VOLK VAN SCHULDER